# Montoyas y Tarantos
Pour plus de détails, voir Fiche technique et Distribution.
Montoyas y Tarantos est un film espagnol réalisé par Vicente Escrivá, sorti en 1989.

## Fiche technique
- Titre : Montoyas y Tarantos
- Réalisation : Vicente Escrivá
- Scénario : Vicente Escrivá et Alfredo Mañas d'après les piéce de théâtre La historia de los Tarantos d'Alfredo Mañas
- Musique : Paco de Lucía
- Photographie : Teo Escamilla
- Montage : José Antonio Rojo
- Société de production : CVC S. A. et Canal Sur Televisión
- Pays :  Espagne
- Genre : Drame et romance
- Durée : 96 minutes
- Dates de sortie : 
  -  Espagne : 2 octobre 1989

## Distribution
- Cristina Hoyos : María la Taranto
- Sancho Gracia : Antonio Montoya
- Juan Paredes : Manuel Taranto
- Esperanza Campuzano : Ana Montoya
- Juan Antonio Jiménez : Mercucho
- José Sancho : Teo el Picao
- Mercedes Sampietro : Soledad
- Queta Claver : Ama
- Antonio Canales : Diego Taranto
- Daniel Martín : Goyo Picao
- Juan Ortega : Lolo Picao
- Carlos Torrescusa : Miguel Montoya

## Distinctions
Le film a été nommé pour sept prix Goya et a remporté ceux du meilleur son et de la meilleure musique.